# 哈桑·阿巴斯
哈桑·阿巴斯（阿拉伯語：الحسن العباسي，1984年4月13日—），巴林男子田径运动员，2014年亚洲运动会男子10000米金牌得主、2015年亚洲田径锦标赛男子10000米金牌得主、2018年亚洲运动会男子马拉松银牌得主。